# Ghiandola di Zeis
La ghiandola di Zeis è una ghiandola sebacea unilobare che si trova al margine della palpebra e supporta l'azione delle ciglia. La ghiandola prende il nome dall'oftalmologo tedesco Eduard Zeis (1807-68), che la scoprì.
Si tratta di ghiandole che producono una sostanza oleosa che attraverso i dotti escretori del lobulo sebaceo viene immessa nella parte centrale del follicolo pilifero. Nella stessa zona della palpebra, vicino alla base delle ciglia, si trovano alcune ghiandole sudoripare chiamate "ghiandole di Moll".
Se le ciglia non vengono pulite, è possibile l'insorgenza della follicolite, mentre le conseguenze possibili in caso di infezione alla ghiandola sebacea sono l'ascesso e l'orzaiolo.